# إجابة من النسيان (رواية)
إجابة من النسيان (بالإنجليزية: An Answer from Limbo)‏ هي رواية للكاتب الكندي برايان مور، نشرت عام 1962، عن دار نشر ذا أتلانتيك.